# Río Ochlockonee
El río Ochlockonee (del inglés: Ochlockonee River), es un río bastante rápido que nace al sur de la ciudad de Sylvester en el condado de Worth en el sudoeste de Georgia, Estados Unidos y desembocando en la bahía de Apalache en Florida.
En Florida, el río forma los límites orientales entre el condado de León y el condado de Gadsden.
El río Ochlockonee es un eslabón vital en la producción de marisco en el sur de la bahía de Apalachicola. Durante las riadas, el río transporta materia orgánica río abajo al estuario de la bahía Ochlockonee donde las aguas poco profundas de la bahía fueron creados por el gran volumen de arena y arcilla traído por el río. Este estuario sirve como una guardería para numerosas especies de peces y mariscos que son la base de la pesca recreativa y comercial así como del mundialmente famoso marisco de Apalachicola por el que esta área es conocida.
El río Ochlockonee está calificado como Agua Destacada de Florida por el estado de Florida.

## Historia
Algunos antiguos documentos españoles a veces se refieren al río Ochlockonee como el río Agna y otras veces como el río de Lagna. Un mapa que data de 1683 lo muestra refiriéndose a él como el río Lana. Los mapas ingleses del siglo XVIII lo apodan en cambio con el nombre Ogeelaganu y Ochloconee. En este nombre el río probablemente retiene al menos una reminiscencia de su nombre en el idioma Hitchiti. Las variaciones de estos nombres continuaron durante el siglo XIX con nombres como Ockatockany (1855) y O-clock-ney (1822). Los dos nombres Lagna y Lana puede que sean interpretaciones españolas de la palabra Muskogi, LAH'nee, que significa «amarillo». Los vistosos colores amarillos y rojos del suelo arcilloso le dan al río un color amarillento.
Alrededor de 1840, se estableció el Fuerte Stansbury en el río al construir empalizadas rodeando a una gran casa de dos pisos que había sido abandonada por su dueño por las incursiones de los indios de la época. Este fuerte resultaba importante en la remoción forzosa de muchos amerindios. Los barcos subían río arriba para cargarlos y bajarlos a otros puertos para su traslado a los Territorios Indios. El Fuerte Standsbury fue abandonado en 1844.
Durante la guerra civil estadounidense, el río Ochlockonee tuvo lugar al menos una batalla. Dos barcos de vapor estadounidenses con 130 hombres en 8 pequeños buques armados y una ambulancia desembarcaron en la isla Mashes para destruir a unos 50 salineros. También capturaron a 3 confederados y 6 esclavos.
- Datos: Q3348721
- Multimedia: Ochlockonee River / Q3348721